# Ajancingenia
Ajancingenia là một chi khủng long, được Easter mô tả khoa học năm 2013.